# 대한민국 민법 제1017조
대한민국 민법 제1017조는 상속채무자의 자력에 대한 담보 책임에 대한 민법 친족상속법 조문이다. 본 조는 1958년 2월 22일 법률 제471호로 제정되었으며, 1960년 1월 1일부터 시행되었다.

## 조문
제1017조(상속채무자의 자력에 대한 담보 책임) 1. 공동상속인은 다른 상속인이 분할로 인하여 취득한 채권에 대하여 분할당시의 채무자의 자력을 담보한다.
2. 변제기에 달하지 아니한 채권이나 정지조건있는 채권에 대하여는 변제를 청구할 수 있는 때의 채무자의 자력을 담보한다.

第1017條 (相續債務者의 資力에 對한 擔保責任)①共同相續人은 다른 相續人이 分割로 因하여 取得한 債權에 對하여 分割當時의 債務者의 資力을 擔保한다.
②辨濟期에 達하지 아니한 債權이나 停止條件있는 債權에 對하여는 辨濟를 請求할 수 있는 때의 債務者의 資力을 擔保한다.

## 같이 보기
- 상속
- 담보
- 채권
- 채무자